# Belenois aldabrensis
Belenois aldabrensis är en fjärilsart som först beskrevs av Holland 1896.  Belenois aldabrensis ingår i släktet Belenois och familjen vitfjärilar. Inga underarter finns listade i Catalogue of Life.